# Daniël Bolten
Daniël Martinus Hendrik Bolten (Den Haag, 21 april 1841 – aldaar, 11 mei 1917) was een Nederlands trompettist en arrangeur.
Hij werd geboren binnen het gezin van trompettist (stafmuzikant Regiment Grenadiers en Jagers) en docent aan de Haagse Muziekschool (1859-1867) Daniël Jacob Johannes Bolten en Hendrika Louisa Overdijk. Hijzelf was getrouwd met Adriana Frederica Otten. In 1894 werd hij onderscheiden vanwege langdurige dienst bij de schutterij; in 1904 mocht hij de gouden medaille in de Orde van Oranje-Nassau in ontvangst nemen. Militair Jean Pierre Bolten (1883-1943) was zijn oom.
Hij studeerde uiteraard eerst bij zijn vader, bij François Dunkler jr. en aan het Haags Conservatorium trompet, viool, cello en muziektheorie. In 1859 studeerde hij tegelijk af met Carel Wirtz. Vanaf 1867 tot 1903 was hij als opvolger van zijn vader trompet/bazuindocent aan datzelfde conservatorium. Hij was tevens muzikant bij de Fransche Opera in Den Haag, speelde mee tijdens Diligentia-concerten en was van 1882 tot 1907 als opvolger van Carel Julius Becht kapelmeester van de plaatselijke schutterij, hij moest daarbij op bevel van hogerhand een volledig nieuw orkest inrichten. Hij was later ook enige tijd kapelmeester van Het Nederlands Toneel, secretaris van toonkunstenaarsvereniging De Toekomst en was betrokken bij een pensioenfonds voor musici. De laatste jaren van zijn leven was hij voornamelijk jurylid bij fanfarewedstrijden.
Hij arrangeerde een flink aantal werken voor harmonie- en strijkorkest. Een deel van zijn archief, waaronder een aantal brieven van muzikale vriend Jules Massenet, is in handen van het Nederlands Muziekinstituut. Hij schreef onder andere arrangementen van werken van Massenet, Georges Bizet en Léo Delibes. Massenet en Bolten hebben elkaar daarbij ook ontmoet. Phedre ouverture van Massenet en Bolten is in 2016 nog steeds, ook internationaal, in druk. 
- International Standard Name Identifier: 0000 0003 9338 2505
- Nederlandse Thesaurus van Auteursnamen: 285606255
- Virtual International Authority File: 287670164
- WorldCat: E39PBJy4gfp9wpJX8gfC4fr6rq